# Otto Schindler (zoologo)
Otto Schindler (Vienna, 1º dicembre 1906 – Poitiers, 4 settembre 1959) è stato un ittiologo e zoologo tedesco, specializzato in ittiologia.

## Biografia
Nel 1931 entrò a far parte della Collezione statale di zoologia bavarese (Zoologische Staatssammlung München) come assistente curatore di ittiologia, per lavorare su alcuni esemplari che vennero raccolti dalla terza spedizione tedesca del Grand Chaco nel Paraguay orientale.Nel 1937 si unì alla IV spedizione in Brasile che durò 6 mesi.
Dopo la Seconda Guerra Mondiale venne nominato Curatore di Ittiologia, ordinando per la prima volta la raccolta dei pesci sopravvissuti alla guerra. È noto che visitò Stoccolma negli anni '50, riportando a Monaco alcuni esemplari dai musei locali.
Tra il 1953 ed il 1954, ripresero le sue spedizioni nel Sudamerica, viaggiando in Bolivia con Walter Forster. Durante questa spedizione Schindler fu incaricato dal Ministero dell'Agricoltura boliviano di negoziare le quote di pesca sul Lago Titicaca con il Perù; il negoziatore peruviano era un altro tedesco, Hans Wilhem Koepcke. 
Raccolse molti esemplari dal Lago Titicaca e fece campionamenti nelle vicinanze di Cochabamba e nelle pianure amazzoniche con l'entomologo dilettante Rudolf Zischka. Durante le spedizioni raccolse i tipi di Aphyocharacidium bolivianum, Oligosarcus schindleri e Characidium schindleri .